# Eugenio Martínez (escritor)
Fray Eugenio Martínez (Toledo, julio de 1559 - Santa María de Huerta, Soria, entre 1620 y 1626) fue un fraile cisterciense y poeta español.

## Biografía
Su obra mayor es el poema caballeresco en octavas reales y 34 cantos Genealogía de la toledana discreta. Primera parte y única (1604), donde se aprecia el influjo del libro de caballerías Espejo de príncipes y cavalleros o El Cavallero del Febo, publicado en Zaragoza en 1555 y compuesto por Diego Ortúñez de Calahorra, pero también de las epopeyas heroicas cultas de Ludovico Ariosto y Alonso de Ercilla y su conocimiento de los clásicos grecorromanos. Profesó como monje del Císter en 1597, ya con cerca de cuarenta años, e ingresó en el monasterio de Santa María de Huerta (Soria), donde florecieron grandes humanistas; por ejemplo, el también toledano fray Lorenzo de Zamora y el maestro de todos ellos, el venerable fray Luis de Estrada.
El ambicioso poema caballeresco pretendía alcanzar cuatro partes, pero solo publicó la primera, que empieza así:
Canto de Marte ayrado las bravezas, / la furia, ira, rencor, el ciego espanto; / sangre, muertes, horror, saña, asperezas, / crueldades, disensión, destrozo y llanto; / la suavidad, blandura, las ternezas / del bello amor a las parejas canto; / la inquietud agradable y dulces llamas, / sus graciosos embustes, suaves tramas...
Eugenio Martínez escribió también en verso, e imprimió cuando tenía veinticinco años, una Vida de santa Inés en veinte cantos, que para Frank Pierce, lo convertía en “el poeta más seco y austero que hasta ahora hayamos encontrado”’; su trabajo humanístico Sobre la naturaleza de los dioses se ha perdido, aunque lo vio en su celda su discípulo Crisóstomo Henríquez. Enseñó Humanidades en algún colegio de su congregación en Galicia; tuvo fama de versado en disciplinas y saberes humanísticos y de experto teólogo y predicador. En 1607 todavía estaba vivo, pero ya había fallecido antes de 1626, fecha de la edición en Bruselas del Phoenix reviviscens, sive ordinis cisterciensis scriptorum de su discípulo Crisóstomo Henríquez, quien, al referirse en esta obra a nuestro autor utiliza el tiempo pasado, dejando bastante claro que ya no estaba entre los vivos: "fuit felici ingenio, firma memoria et conversatione grata"; probablemente fue antes de 1617, año en que Henríquez dejó el monasterio para viajar a Europa. El texto casi completo traducido del latín es este:
Eugenio Martínez, monje de nuestro monasterio de Huerta, fue de buen talante, firme memoria y grata conversación. A esto contribuía mucho la asidua lectura de poetas y filósofos, y por ello era muy ducho en las disciplinas humanísticas, hasta el punto de que dirigió los estudios humanísticos en el seminario de Galicia. Estuvo extraordinariamente versado en literatura sacra y fue un buen conocedor de las disciplinas teológicas. Por todo esto ocurría que con su palabra atraía hacia sí los ánimos de los oyentes y con su fácil elocuencia podía influir en cualquier cosa. Finalmente, ayudado de su ingenio, sacó a la luz algunas obras que fueron del gusto de la mayoría, aunque creo que él escribió muchas más que las que hoy ven la luz.

## Obras
- Libro de la vida y martyrio de la divina virgen y mártyr sancta Inés, Alcalá, Hernán Ramírez, 1592
- “Soneto” (a san Atilano, obispo de Zamora), en A. de Lobera, Preliminares de la Historia de las grandezas de la [...] ciudad y iglesia de León [...], Valladolid, Diego Fernández de Córdova, 1596
- Genealogía de la toledana discreta. Primera parte, Alcalá de Henares, Juan Gracián, 1604 [ed. de J. C. Pantoja Rivero, Estudio y edición del poema caballeresco Genealogía de la toledana discreta (1604), de Eugenio Martínez, tesis doctoral, Madrid, Universidad Complutense, Facultad de Filología, marzo de 2000]
- Vida de santa Catalina, virgen y mártir, s. l., s. f. (inéd.)
- La naturaleza de los dioses, s. l., s. f. (inéd.).